# Гаролд Кларк
Гаролд Кларк (англ. Harold Clarke, 1888 — 11 березня 1969) — британський стрибун у воду.
Учасник Олімпійських Ігор 1908, 1920 років, бронзовий медаліст 1924 року.